# Fabio Fiorelli
Fabio Fiorelli (Terni, 10 maggio 1921 – Preci, 20 luglio 1988) è stato un politico italiano, presidente della Provincia di Terni dal 1960 al 1970 e successivamente presidente del Consiglio regionale dell'Umbria dal 1970 al 177.

## Carriera politica
Fabio Fiorelli è stato un politico del Partito Socialista Italiano, iniziando la sua attività politica nella Provincia di Terni. Nell'agosto 1944 si iscrive alla Federazione Giovanile del Partito Socialista e nel 1952 inizia la sua attività di amministratore presso la Provincia di Terni, di cui diviene presidente nel 1960. Dal 1965 al 1970 è anche presidente del Comitato regionale per la programmazione economica in Umbria. Fu sostenitore nel Partito Socialista delle alleanze PSI-PCI, contro coloro che nel suo partito invece spingevano per alleanze con la DC. In seguito fu anche eletto consigliere regionale nelle votazioni del 7 giugno 1970, viene successivamente nominato primo presidente del Consiglio regionale dell'Umbria, ricoprendo tale carica fino al 1977. Nel 1980 è eletto consigliere comunale di Terni, dove ricopre anche la carica di vicesindaco e assessore alla cultura. All'inizio del 1985, dopo oltre quarant’anni di militanza nel Partito Socialista, per forti contrasti con la direzione locale del PSI, si dimette dal Partito Socialista. Nel 2009 il suo archivio privato è stato riordinato ed inventariato.